# هاري تشيس
هاري تشيس (بالإنجليزية: Harry Chase)‏ هو رسام أمريكي، ولد في 1853 في وودستوك في الولايات المتحدة، وتوفي في 1889 في سواني في الولايات المتحدة.